# Kungsängen
Kungsängen er et byområde i Upplands-Bro kommun i Stockholms län i Sverige. I 2010 var indbyggertallet 9.382.